# Alguien
Alguien è una canzone della cantante portoricana Kany García.

## Composizione e ispirazione
La canzone Alguien è ispirata ad una relazione che ha avuto il fratello di Kany Garcia.